# Wildungen (Wüstung)

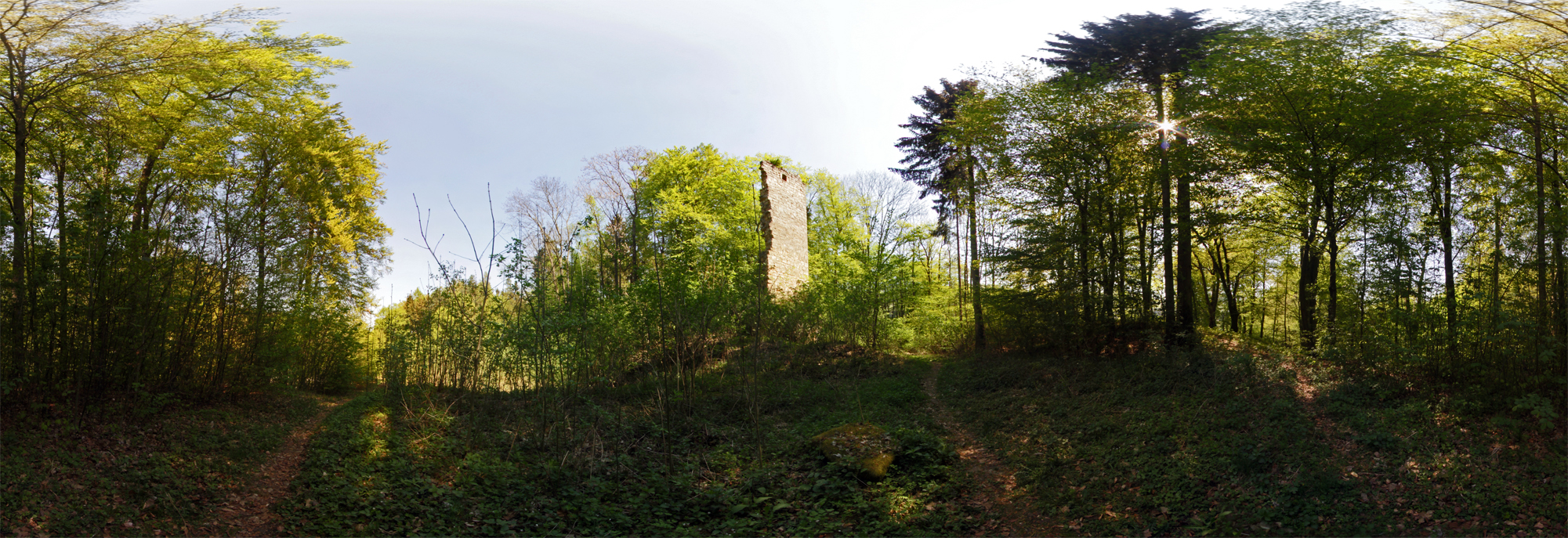
Ruinenreste der Kirche von Wildungen

Die Wüstung Wildungen befindet sich südlich der Gemarkung der Gemeinde Brehme im Landkreis Eichsfeld in Thüringen.

## Geschichte
Im Jahre 1253 wurde als Lehen von Bodenstein ein Dorf Wildungen aus dem Gebiet südlich des heutigen Dorf Brehme genannt. Die wüste Mark erstreckte sich am Nordrand des Ohmgebirges zwischen dem Schwarzenberg, dem Trogberg und dem Rohneberg und gehört heute überwiegend zu den Ortsgemarkungen von Wehnde und Kirchohmfeld. 1359 verkauft Ernst von Bodenstein Rechte und Besitzungen in Dorf und Feld Wildungen an die Ganerben von Burg Bodenstein Hans von Wintzingerode, Otto von Rusteberg, Berthold von Worbis und Heinrich Wolf.
Im 14. und 15. Jahrhundert haben weitere Besitzer genannt, unter anderem die Grafen von Hohnstein, das Stift Quedlinburg und das Kloster Gerode. Nachdem die Grafen von Hohnstein die Herren von Wintzingerode mit der Burg Bodenstein belehnten, kamen sie auch in den Besitz des Dorfes Wildungen. 1483 belehnt die Äbtissin von Quedlinburg Dietrich von Uslar mit dem Kirchenlehen zu Wildungen.

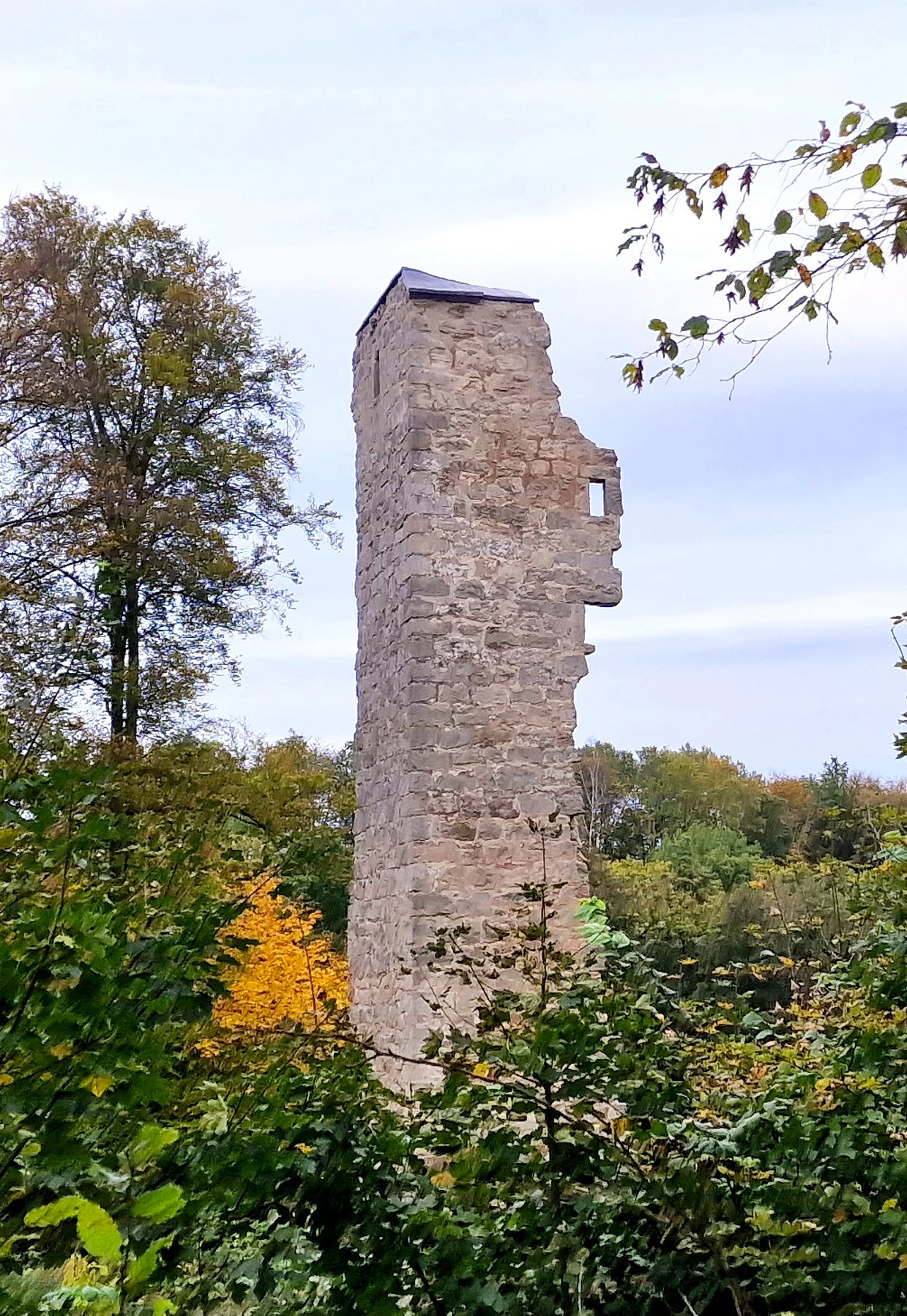
Ruine Wildungen

Der Ort wurde noch vor 1500 verlassen, ab der ersten Hälfte des 16. Jahrhunderts wird er dann als Wüstung bezeichnet. Widersprüchlich erscheint die von Carl Duval erwähnte Vergabe des Pfarr- und Kirchlehen in Wildungen im Jahre 1572 durch Ludolf von Uslar, das die Herren von Uslar als Lehen des Stifts Quedlinburg besaßen. 1564 teilen die Brüder Hans und Bertram von Wintzingerode ihren Besitz in der Wüstung Wildungen. Im 19. Jahrhundert gab es dort zwei Meiereien Ober- und Unterwildungen. Oberwildungen gehörte dabei zum Gutsbesitz in Wehnde und Unterwildungen zum Gutsbezirk Bodenstein-Tastungen.
Heute erinnert nur noch der Rest eines (Kirch)turmes an das ehemalige Dorf. Zudem gibt es heute noch den Wildunger Bach und den Wildunger Teich.

## Herren von Wildungen
Das Untereichsfelder Adelsgeschlecht derer von Wildungen hatte seinen Stammsitz in Wildungen, wo auch ein befestigter Herrensitz vermutet wird. Vermutlich waren sie verwandt mit dem benachbarten Adelsgeschlecht von Brehme. Sie hatten auch einige Besitzungen im Eichsfeld außerhalb von Wildungen und waren Lehnsnehmer des Quedlinburger Stiftes und der Mainzer Kurfürsten. Im 14. Jahrhundert waren sie auch in Duderstadt ansässig. Wann das Geschlecht derer von Wildungen erloschen ist, kann nicht genau nachgewiesen werden, der Ort kam danach zum Gericht Bodenstein. Folgende Vertreter der Herren von Wildungen sind bekannt:
- Heinrich von Wildungen (1263) verzichtet auf eine Hufe zugunsten des Klosters Germerode, genannt werden auch Ehefrau Adelheid und die Kinder Alexander, Johannes, Reinhard, Petrissa und Elisabeth[6]
- Heinrich von Wildungen (1307, 1316) Burgmann auf Burg Fürstenstein, verzichtet zugunsten des Klosters Teistungenburg auf Land
- Heine (der gleiche?) von Wildungen (1342), Burglehen Burg Scharfenstein[7]
- Rispe von Wildungen (1373) auf einem Treffen der Fürsten und Eichsfelder Ritter bei Duderstadt[8]
- Berlt von Wildungen (1440) stellt eine Urkunde aus, ist mit einem Viertel in Undankshausen bei Dingelstädt belehnt.[9]
- Berlt und Siegfried von Wildungen (1440) Burgmänner auf Burg Scharfenstein[10]

## Dazu die Legenden
- Die Ruine Wildungen soll der Rest der Dorfkirche von Wildungen sein[1]
- Es soll aber auch ein Raubschloss Wildungen existiert haben. Dieses wurde angeblich 1257 von Herzog Albert von Braunschweig wegen des Unwesens und der Untreue der Ritter von Wildungen zerstört.[1]